# Garbatka (góra)
Garbatka (niem. Hohe Stein lub Görbersdorfer Reichmacher) (797 m n.p.m.) – wzniesienie w Sudetach Środkowych, w Górach Kamiennych, w zachodniej części pasma Gór Suchych.

## Położenie
Garbatka położona jest na południe od miejscowości Sokołowsko, na pograniczu z Pasmem Lesistej, bocznym grzbiecie odchodzącym od Średniaka ku północnemu zachodowi.
Garbatka zbudowana jest z permskich tufów porfirowych (ryolitowych), należących do północnego skrzydła niecki śródsudeckiej.
Na północno-zachodnim zboczu występują charakterystyczne skałki zwane dawniej Hohe Stein.
Wzniesienie porośnięte jest lasem świerkowym regla dolnego.

## Turystyka
Szlaki turystyczne:
- niebieski – z Mieroszowa do Schroniska „Andrzejówka” prowadzi przez wierzchołek góry.